# Aldo Aureggi
Aldo Aureggi, född 6 oktober 1931 i Rom, död 21 augusti 2020, var en italiensk fäktare.
Aureggi blev olympisk silvermedaljör i florett vid sommarspelen 1960 i Rom.